# Война (фильм, 2015, США)
«Война» (англ. Man Down) — американский фильм 2015 года, военно-драматический триллер режиссёра Дито Монтиеля с Шайа Лабафом в главной роли. Мировая премьера состоялась на Венецианском кинофестивале 6 сентября 2015 года, также был показан на Международном кинофестивале в Торонто 12 сентября 2015 года. В России фильм вышел 9 марта 2017 года. Фильм посвящен тем людям, которые после войны попадают в стрессовую паранойю(Война в Ираке и в Афганистане входит в список), а может и после этого закончить свою жизнь самоубийством.
В Великобритании фильм заработал всего £7, так как был продан лишь один билет.

## Сюжет
Главный герой фильма — морской пехотинец Гэбриэл Драммер — возвращается домой с войны в Афганистане. Дома он обнаруживает, что эта война также стала настоящей катастрофой и для США, и всё, что он когда-то знал, превратилось в руины. Вместе со своим лучшим другом Девином Робертсом, Гэбриэль решает отыскать свою жену Натали и сына Джонни. Друзья отправляются в путешествие по Америке. По дороге Гэбриэль вспоминает своё прошлое и думает о том, что изменилось в привычном ему мире после войны.

## В ролях
| Актёр                | Роль             |
| -------------------- | ---------------- |
| Шайа Лабаф           | Гэбриэл Драммер  |
| Джай Кортни          | Дэвин Робертс    |
| Кейт Мара            | Натали Драммер   |
| Гэри Олдмен          | Линдси Эджкомб   |
| Тори Киттлз          | сержант Миллер   |
| Клифтон Коллинз, мл. | Чарльз           |
| Чарли Шотуэлл        | Джонатан Драммер |

## Производство
В сентябре 2014 года к актёрскому составу присоединились актёры Шайа Лабаф, Кейт Мара и Гэри Олдмен, на роль режиссёра был выбран Дито Монтиель, сценаристом — Адам Г. Саймон. Стефен Макэвети, Доун Крантц и Джон Бартон стали продюсером фильма. В том же месяце, Джай Кортни был выбран на роль капрала Дэвина Робертса. В октябре 2014 года Чарли Шотуэлл присоединился к актёрскому составу.

### Съёмки
Основные съёмки начались 30 октября 2014 года в Новом Орлеане, штат Луизиана и закончились 5 декабря.

## Критика
Фильм получил негативные отзывы кинокритиков. На сайте Rotten Tomatoes фильм имеет рейтинг 15 % на основе 53 рецензий критиков, со средним баллом 3.8 из 10. На сайте Metacritic фильм имеет оценку 27 из 100 на основе 17 рецензий критиков, что соответствует статусу «в целом неблагоприятные отзывы».